# Orthetrum icteromelas
Orthetrum icteromelas – gatunek ważki z rodziny ważkowatych (Libellulidae). Szeroko rozprzestrzeniony w Afryce Subsaharyjskiej i na Madagaskarze, występuje także na Mauritiusie; jedno niepotwierdzone stwierdzenie pochodzi z północno-wschodniej Afryki.